# Frédérique Belová
Frédérique Belová (nepřechýleně Frédérique Bel, * 24. března 1975 Annecy) je francouzská filmová a televizní herečka a dabérka. Nejznámější je pro své role ve snímcích Co jsme komu udělali?, Umění milovat nebo Příliš dlouhé zásnuby.

## Osobní život
Frédérique Belová se narodila v Annecy ve francouzském departementu Horní Savojsko. Později se přestěhovala do Alasaska, kde studovala moderní literaturu na Marc Bloch University ve Štrasburku. Školu úspěšně absolvovala i s titulem magistra. Později se začala věnovat modelingu, především předvádění spodního prádla.
Frédérique Belová je mluvčí AMFE, asociace, kterou podporuje již od doby jejího vzniku. Tato asociace vytvořila celostátní kampaň pro prevenci onemocnění jater u malých dětí. Belová je známá především jako zastánce a obhájce práv žen po celém světě, o čemž se často vyjadřuje v médiích a na sociálních sítích. Je známá i svým nesouhlasem vůči potratům.
Sama na svých účtech na sociálních sítích zveřejnila několik fotografií nebo komentářů, které způsobily velké množství kontroverze. V roce 2012 byl blokován její Twitter účet po tom, co zveřejnila v rámci kampaně pro François Hollanda svoji nahou fotografii. To bylo již dva dny po vytvoření účtu.
V listopadu 2014 byl zablokován její oficiální Facebook účet po dobu sedmi dní za komentáře a sdílení článků o obchodu s ženami v muslimském světě. Svůj hněv si ventilovala na Twitter účtu, kde se vyjádřila, že jí blokace velmi rozhněvala a obhajovala se tím, že se pouze snaží bránit práva žen.

## Kariéra
Debut Frédérique Belové přišel v roce 2000, kdy si zahrála vedlejší roli v komediálním filmu Druhá tvář (Deuxième vie) a následně se v roce 2003 objevila v dalších vedlejších rolích, například ve filmu La Beuze. Následně se objevila v několik romantických komediích, počínaje snímkem Příliš dlouhé zásnuby (Un long dimanche de fiançailles) až po Erasmus 2 (Les Poupées russes). Dále to jsou filmy Polibek, prosím (Un baiser s'il vous plaît), Můj život není romantická komedie (Ma vie n'est pas une comédie romantique) a Jaký otec, taková dcera (Tel père telle fille). Ve všech těchto filmech se objevila pouze ve vedlejších rolích. Objevila se i v komedii Kempink (Camping) a sci-fi komedii Jízdenka do vesmíru (Un ticket pour l'espace). Roku 2009 se ve snímku Udělej mi radost (Fais moi plaisir!) objevila v jedné ze scén úplně nahá a následně roku 2011 získala roli neurotické sousedky Achilla ve filmu Umění milovat (L'Art d'aimer). Velkou rolí pro ni byla jedna z hlavních postav snímku Co jsme komu udělali? (Qu'est-ce qu'on a fait au Bon Dieu?) z roku 2014, Isabelle Verneuil. Zde si zahrála po boku Élodie Fontanové nebo známého francouzské herce Christiana Claviera.
S dabingem začala Frédérique Belová v roce 2007. Její pronikavý a jemný hlas jí dává možnost objevovat se ve velkém množství animovaných seriálů, jak těch zahraničních, tak těch domácích. V roce 2010 například dabovala francouzskou verzi Toy Story 3: Příběh hraček, kde ztvárnila Barbie.
Mezi lety 2001 až 2004 se objevovala v množství francouzských reklam, v jedné na optiku značky Krys se objevila i se známými herci, jako je Alain Delon, Jane Birkin nebo Michel Blanc.

## Filmografie

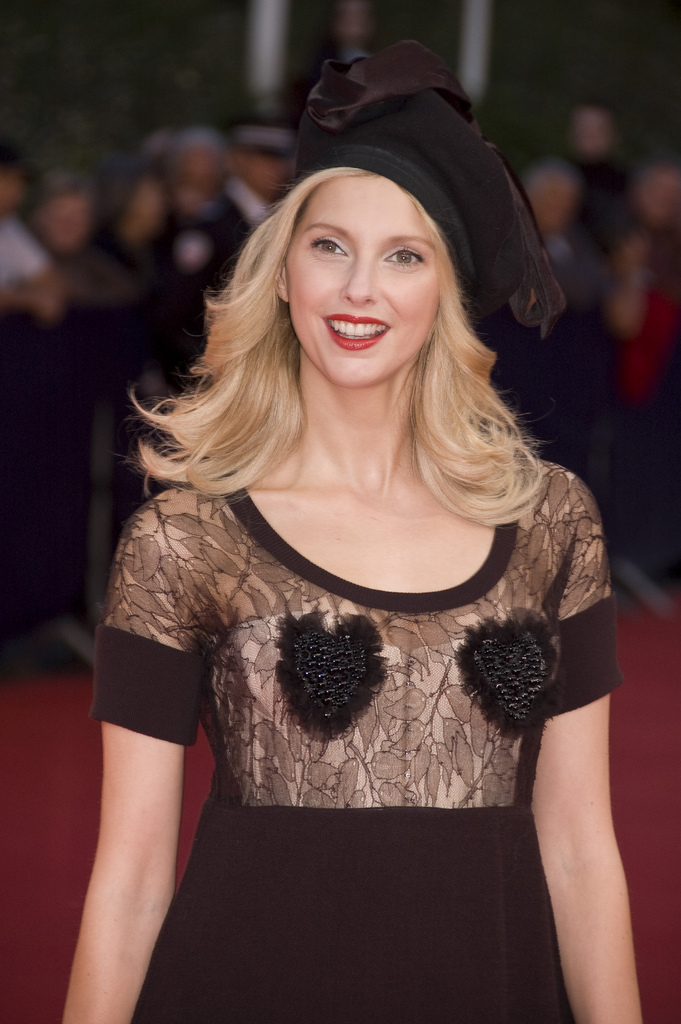
Frédérique Belová v roce 2009

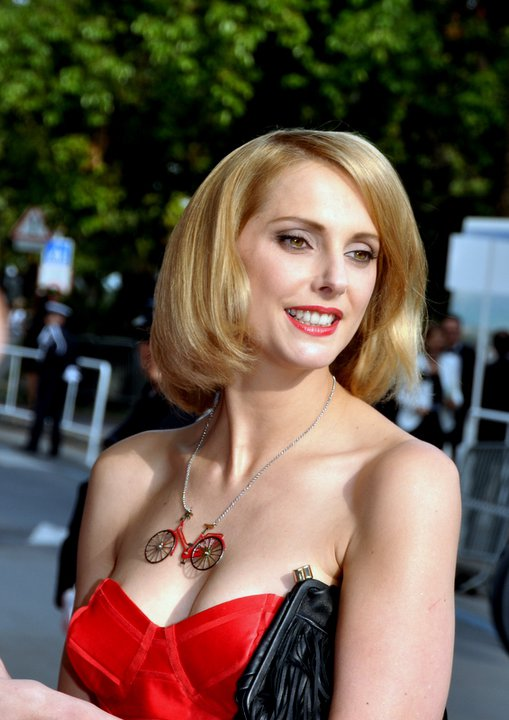
Belová na festivalu v Cannes (2011)

| Rok  | Název                                     | Role                       | Poznámky                      |
| ---- | ----------------------------------------- | -------------------------- | ----------------------------- |
| 2000 | Druhá tvář                                | Přítelkyně Vincentova otce | Vedlejší role                 |
| 2013 | Tvoje ruce na mé půlce                    | Dívka Pulpo                | Krátkometrážní film           |
| 2013 | Le Beuze                                  | Dívka                      | Vedlejší role                 |
| 2013 | Il était une fois Jean-Sébastien Bach     | Marie Barbara Bachová      | Hlavní role                   |
| 2013 | France Boutique                           | Krásná dívka               | Vedlejší role                 |
| 2004 | Příliš dlouhé zásnuby                     | Prostitutka                | Vedlejší role                 |
| 2004 | L'incruste                                | Célina kamarádka           | Vedlejší role                 |
| 2004 | La méthode anglaise                       | Zdravotní sestra           | Krátkometrážní film           |
| 2005 | Tu vas rire, mais je te quitte            | Vanessa                    | Vedlejší role                 |
| 2005 | Imposture                                 | Studentka                  | Vedlejší role                 |
| 2005 | Erasmus 2                                 | Barbara                    | Vedlejší role                 |
| 2006 | Jízdenka do vesmíru                       | Miss Francie               | Vedlejší role                 |
| 2006 | Změna bydliště                            | Anna                       | Hlavní role                   |
| 2006 | Kempink                                   | Christy Bergougnoux        | Vedlejší role                 |
| 2007 | Jaký otec, taková dcera                   | Catherine                  | Vedlejší role                 |
| 2007 | Polibek, prosím                           | Câline                     | Vedlejší role                 |
| 2007 | Můj život není romantická komedie         | Sekretářka                 | Vedlejší role                 |
| 2007 | La plus belle fille du monde              | Dívka                      | Krátkometrážní film           |
| 2008 | Mé hvězdy a já                            | Maskérka                   | Vedlejší role                 |
| 2008 | Vilaine                                   | Aurore Cahierová           | Hlavní role                   |
| 2008 | Les Dents de la nuit                      | Alice                      | Vedlejší role                 |
| 2009 | Frajeři                                   | Manuella Lardu             | Vedlejší role                 |
| 2009 | Safari                                    | Fabienne                   | Vedlejší role                 |
| 2009 | Sous le fard                              | Anne-Laure                 | Krátkometrážní, hlavní role   |
| 2009 | La Grande vie                             | Odile                      | Vedlejší role                 |
| 2009 | Udělej mi radost                          | Ariane                     | Vedlejší role                 |
| 2009 | Les nuits rouges du bourreau de jade      | Catherine                  | Hlavní role                   |
| 2010 | Arthur a souboj dvou světů                | Rose                       | Dabing do francouzštiny       |
| 2010 | Entre nous deux                           | Christine                  | Vedlejší role                 |
| 2010 | Je pourrais être votre grand-mère         | Sousedka                   | Krátkometrážní, vedlejší role |
| 2010 | Tajemství mumie                           | Šlechtična                 | Vedlejší role                 |
| 2010 | Toy Story 3: Příběh hraček                | Barbie                     | Dabing do francouzštiny       |
| 2011 | Au bistro du coin                         | Fanny                      | Vedlejší role                 |
| 2011 | Beur sur la ville                         | Blondýna                   | Vedlejší role                 |
| 2011 | Bloody Christmas 2: La révolte des sapins | Isabelle Morin             | Krátkometrážní, hlavní role   |
| 2011 | Láska na tři roky                         | Kathy                      | Vedlejší role                 |
| 2011 | Umění milovat                             | Achillova sousedka         | Vedlejší role                 |
| 2012 | Les Seigneurs                             | Floria                     | Vedlejší role                 |
| 2013 | Hôtel Normandy                            | Isabelle de Castlejane     | Vedlejší role                 |
| 2014 | Co jsme komu udělali?                     | Isabelle Verneuil          | Hlavní role                   |
| 2014 | La liste de mes envies                    | Danielle                   | Vedlejší role                 |
| 2015 | Arnaud fait son 2ème film                 | Mluvící dívka              | Vedlejší role                 |
| 2015 | L'étudiante et monsieur Henri             | Valérie Voizot             | Vedlejší role                 |
| 2016 | Návštěvníci 3: Revoluce                   | Flore                      | Vedlejší role                 |
| 2017 | Sales Gosses                              | Sophie Bonheur             |                               |
| 2017 | Crash Test Aglaé                          | Lola                       |                               |
| 2019 | Co jsme komu zase udělali?                | Isabelle                   |                               |
| 2019 | Ibiza                                     | Fleur                      |                               |